# Francisco Reynals
Francisco Reynals Toledo (-1926) fue un arquitecto español. Se caracterizó por su estilo modernista en las obras que realizó en Madrid. Hermano del arquitecto Eduardo Reynals y Toledo, cultivó una especie de modernismo popular, al igual que su colega madrileño Arturo Pérez Merino. 

## Obras
Algunas de sus obras arquitectónicas son
- Ampliación de la sede del semanario ilustrado Nuevo Mundo (1909).
- Viviendas para Miguel Landi (reformado), calle de Mejía Lequerica (1911-1913).
- Hotel Gaudí en Gran Vía, n.º 9 (1917-1918).
- Antiguo almacén para D. Joaquín Ripoll, Fernando VI, n.º 3 (1924-1925).